# 칠산서원
칠산서원(七山書院)은 대한민국 충청남도 부여군 임천면 칠산리에 있는 조선시대의 서원이다. 1984년 5월 17일 충청남도의 문화재자료 제102호로 지정되었다.

## 개요
시남 유계(1607∼1664)를 기리고 후학을 양성하기 위해 세운 서원이다.
유계는 조선 중기 문신으로 예에 관해 정통한 학자이다. 김장생의 제자이며 충청도 유림의 오현 중 한 사람으로 불린다.
칠산서원은 숙종 13년(1687)에 세워 숙종 23년(1697)에 임금으로부터 ‘칠산(七山)’이라는 현판을 받아 사액서원이 되었다. 그 후 흥선대원군의 서원철폐령으로 폐쇄되었다가 1967년에 복원하였다.
서원 경내에는 제사 공간인 사당과 공부하는 공간으로 강당, 장판각 등이 있다. 사당 안에는 유계 선생의 위패와 영정을 모시고 있으며, 해마다 음력 3월과 9월에 제사를 지내고 있다.
서적을 보관하는 장판각에는 저서인 『가례원류』의 책판과 『시남집』의 목판 원본을 보관하고 있다.

## 참고 문헌
- 칠산서원 - 국가유산청 국가유산포털